# Спероне
Спероне (італ. Sperone) — муніципалітет в Італії, у регіоні Кампанія, провінція Авелліно.
Спероне розташоване на відстані близько 210 км на південний схід від Рима, 33 км на північний схід від Неаполя, 17 км на захід від Авелліно.
Населення — 3717 осіб (2014).
Покровитель — Sant'Elia.

## Демографія
Населення за роками:

Станом на 1 січня 2023 року в муніципалітеті офіційно проживало 107 іноземців з 15 країн, серед них 31 громадянин країн Євросоюзу та 57 громадян України.

## Сусідні муніципалітети
- Авелла
- Баяно
- Вішіано